# Basando
Basando és una regió de Guinea situada al riu Níger, just al nord-est d'Amana i al sud-oest de Kulunkala. La capital és Dugura i s'estén per terrenys als dos costats del riu amb una perllongació considerable cap al nord-oest.
Formà part dels dominis d'al-Hadjdj Umar fins que el 1877 va passar a mans de Samori Turé. La regió fou evacuada per Samori el 1891 passant llavors a França. Fou inclosa al cercle de Kankan però el 1903 es va formar el cercle de Kouroussa al que va quedar integrada formant el límit amb el nou cercle de Siguiri.